# Lasnigo
Lasnigo – miejscowość i gmina we Włoszech, w regionie Lombardia, w prowincji Como, położona nad rzeką Lambro.
Według danych na rok 2004 gminę zamieszkiwało 406 osób, 81,2 os./km².